# 세단뛰기

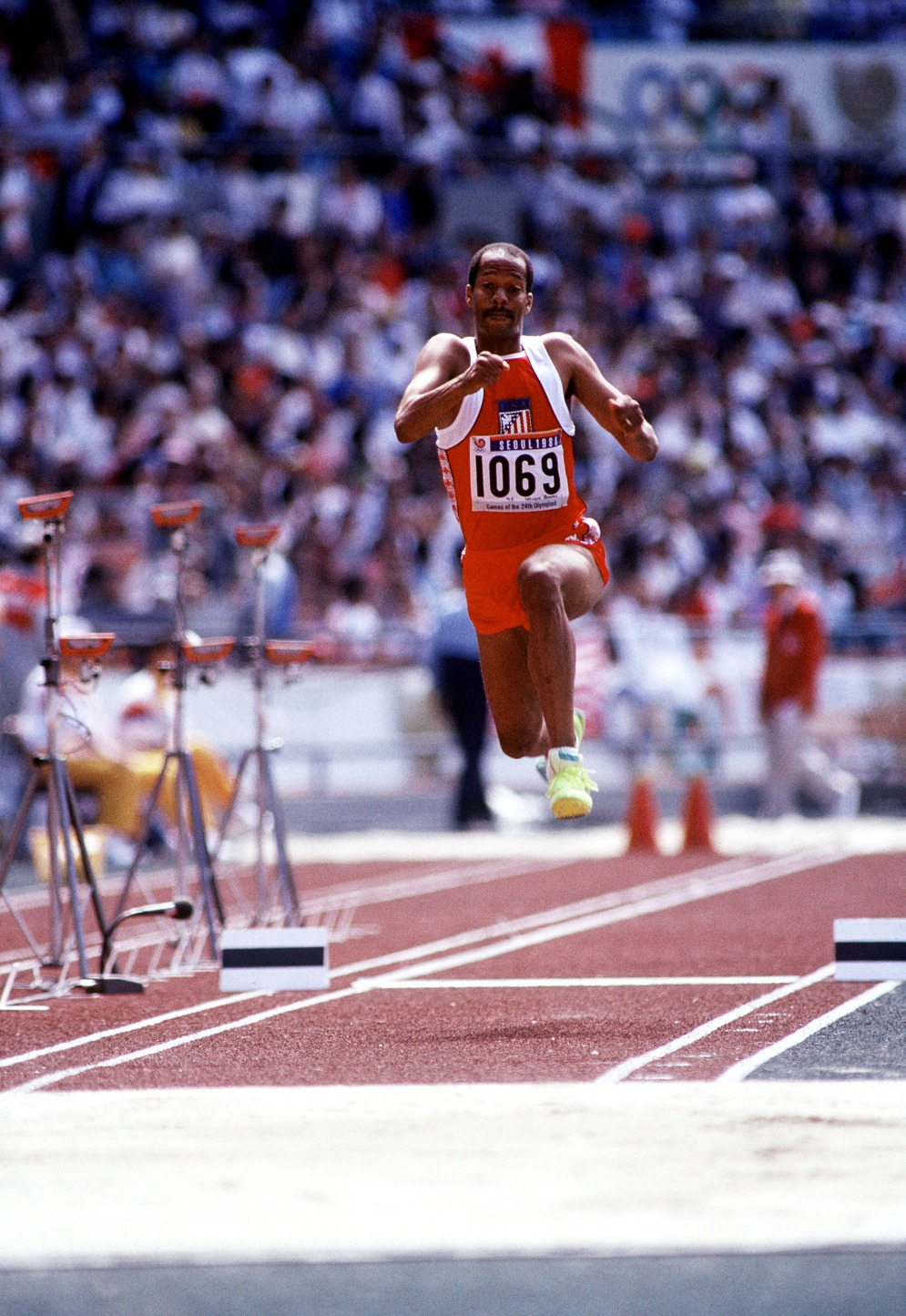
예전의 세계 기록 소유자인 윌리 뱅크스이다.

삼단뛰기 혹은 트리플 점프(Triple Jump) 혹은 삼단도(三段跳)는 육상 경기 중 필드에서 행하는 도약 경기이며, 40m 도약길을 완주하는 코스이다.
보통 삼단뛰기의 과정은 40m를 완주한 후 홉(Hop), 스텝(Step), 점프(Jump)의 과정을 거치는 경기로 규정된다.